# Cabinato (videogiochi)

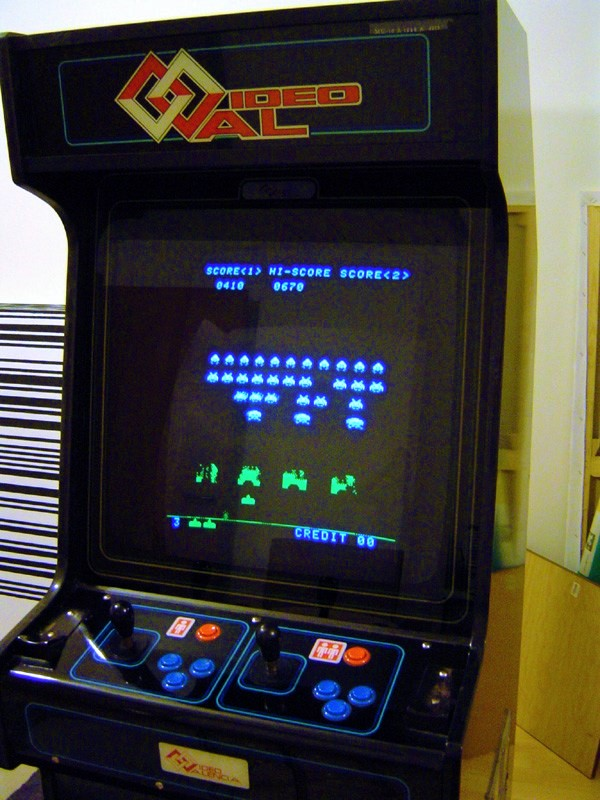
Un cabinato europeo VideoVal con il celebre Space Invaders del 1978 in esecuzione

Un cabinato (o in inglese cabinet), mobile o cassone è la struttura esterna di un videogioco arcade o di un gioco elettromeccanico o elettronico a gettoni. Nel caso di mobili dedicati a titoli specifici, essi solitamente vengono riportati come insegne sul mobile stesso. Il materiale più frequentemente usato per costruire un mobile arcade è il truciolato, e il formato più frequente è quello upright (verticale).

## Tipologia
I principali tipi di mobili arcade, in base all'impostazione ergonomica generale della struttura, sono:
- upright o verticale;
- cocktail;
- cockpit.

### Upright
Un cabinato upright ("dritto", "eretto" in inglese) è verticale e sta in piedi da solo, senza attacchi o sostegni. Questo è il formato più comune e prevede che i giocatori utilizzino la macchina stando in piedi oppure seduti su qualsiasi genere di sedia o sgabello, non facente parte della struttura. Ci sono varianti in altezza dell'upright, tra cui anche mobili più corti che non poggiano sul pavimento ma si fissano alle pareti.

### Cocktail

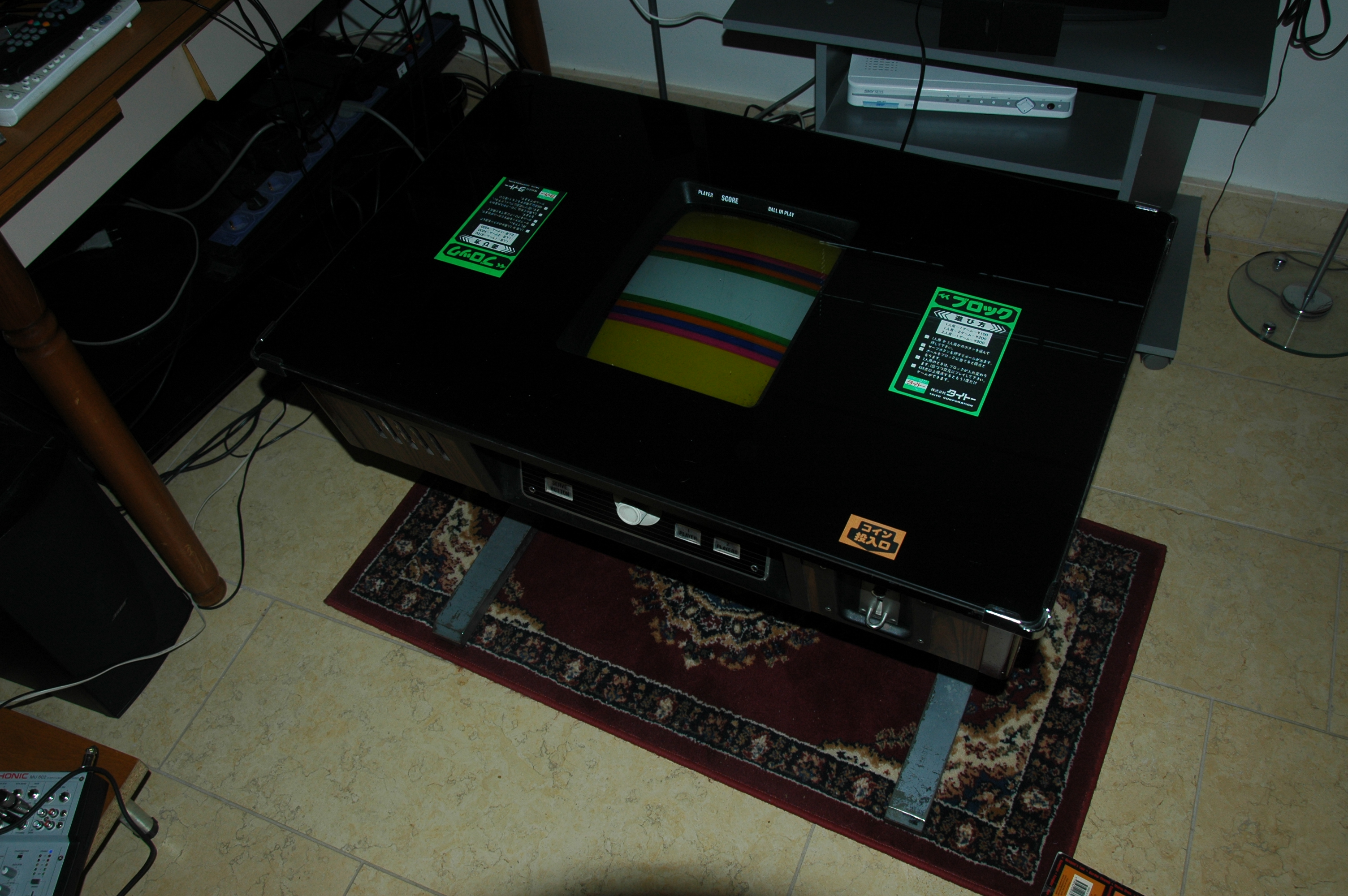
Un mobile arcade non jamma di tipo cocktail: T.T Block

Un mobile arcade si dice di tipo cocktail quando ha la forma di un tavolo vero e proprio. Solitamente comprendono un enorme bezel che copre un monitor posizionato centralmente e rivolto verso l'alto. In mobili come questo i control panel possono essere due e sono installati sotto il bezel, rivolti verso i giocatori, che si siedono ai due lati. Spesso infatti questi modelli sono utilizzati per giochi uno contro uno. Un esempio di mobile arcade di tipo cocktail può essere T.T Block.

### Cockpit
Un mobile arcade si dice di tipo cockpit ("cabina di pilotaggio" in inglese) o sit-down ("a sedere") quando comprende anche un sedile di guida. Solitamente questi mobili sono più profondi degli altri e spesso sono dedicati a simulatori di guida e di volo. Il termine "cabinato" è anche usato per riferirsi in particolare a questo tipo di cassoni. Il loro control panel vede installato un volante, nei più avanzati di tipo force feedback, associato a un cambio manuale. Sotto, davanti al sedile di guida, è presente una pedaliera, il più delle volte composta solo dai pedali freno e acceleratore. Delle casse acustiche possono essere installate sul sedile all'altezza della testa: servono per ricostruire il realismo del gioco e qualche volta possono essere accompagnate anche da ventole.
La SEGA introdusse con successo anche cabinati con sedili dotati di sistemi di movimento idraulico, che fanno vibrare o oscillare fisicamente il giocatore per replicare nella realtà le sollecitazioni corrispondenti alle azioni di gioco, come nel caso di Out Run e After Burner.

## Struttura

### Frontale

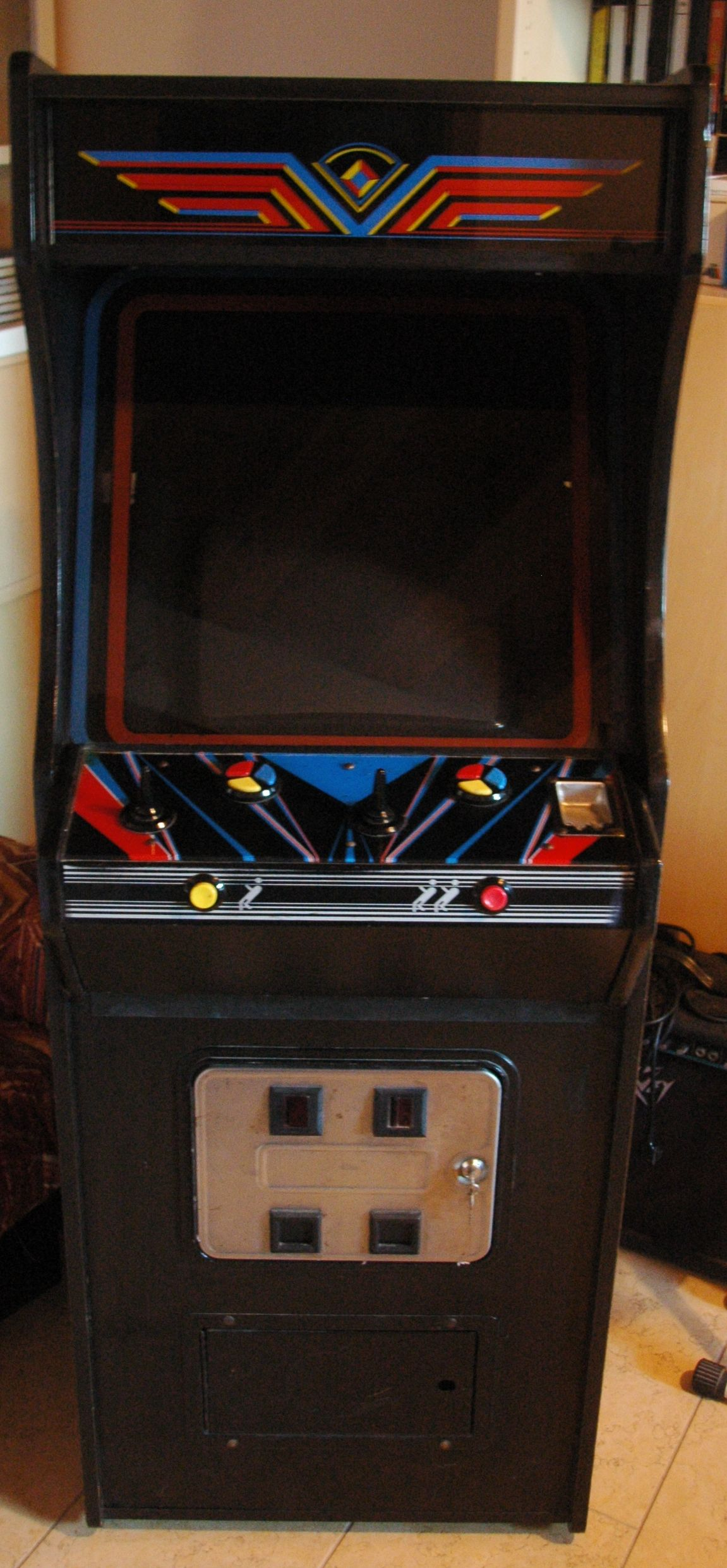
Un mobile da bar jamma anonimo di tipo upright.

Il mobile arcade è composto da varie parti, interne ed esterne, che hanno dei relativi nomi e funzioni.
- Marquee: il marquee è la parte più alta, che porta il titolo del gioco. I materiali usati più frequentemente per comporlo sono plexiglas e/o vetro. Le illustrazioni decorative su materiali trasparenti si chiamano vetrofanie e possono avere un certo valore storico e artistico[4]. In alcuni casi il marquee può essere di tipo retroilluminato da neon e può anche avere delle parti illuminate ad intermittenza da dei led. Spesso il marquee nasconde le casse acustiche.
- Control panel: il control panel è la parte più importante, dopo il monitor, di un videogioco arcade. Il giocatore interagisce con il gioco mediante i joystick e i pulsanti installati su di esso. Ci sono control panel che ospitano anche fino a 4 joystick e 12 pulsanti. Come per il marquee anche qui, nel caso di mobili arcade dedicati, possono esserci titoli o comunque immagini relative al gioco ospitato. Spesso vi è anche la presenza di un posacenere. Il control panel nella foto comprende due joystick e sei pulsanti (tre per giocatore come da standard jamma), più i tasti per la selezione del numero di giocatori (al massimo due, nel caso del mobile arcade della foto). A seconda del tipo di gioco ospitato possono comunque esserci installate periferiche di tipo diverso, come un volante, una trackball, pistole, manubri e cloche.
- Bezel: il bezel è il vetro che copre il monitor del videogioco arcade. Nel caso di mobili dedicati a titoli specifici è possibile che su di esso vi siano vetrofanie inerenti al titolo proposto. Il monitor può essere in posizione verticale o orizzontale a seconda delle specifiche del gioco stesso.
- Gettoniera[5]: la gettoniera solitamente è posizionata sotto il control panel del mobile e quasi sempre presenta due fessure per l'inserimento della moneta o del gettone. I tasti, riportanti il valore della moneta da inserire e che hanno la funzione di restituire la moneta inserita in caso di inceppamento, spesso sono retro illuminati da piccole lampadine.

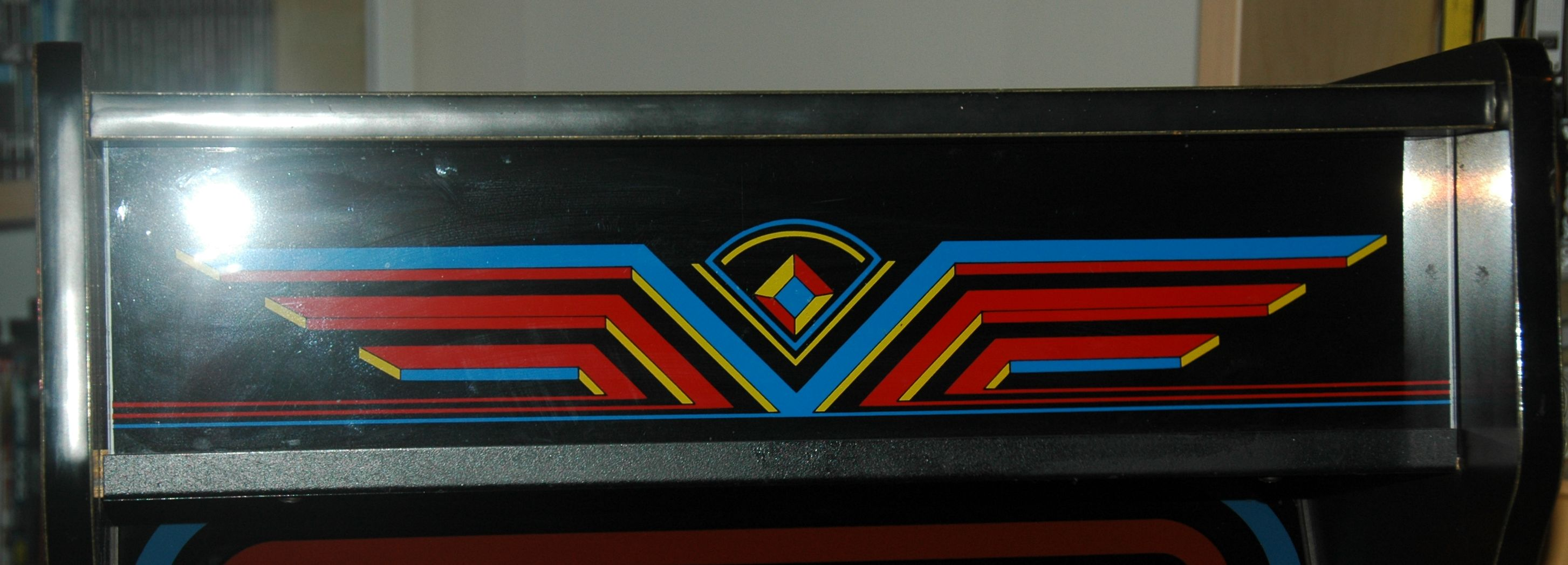
Il marquee di un mobile da bar
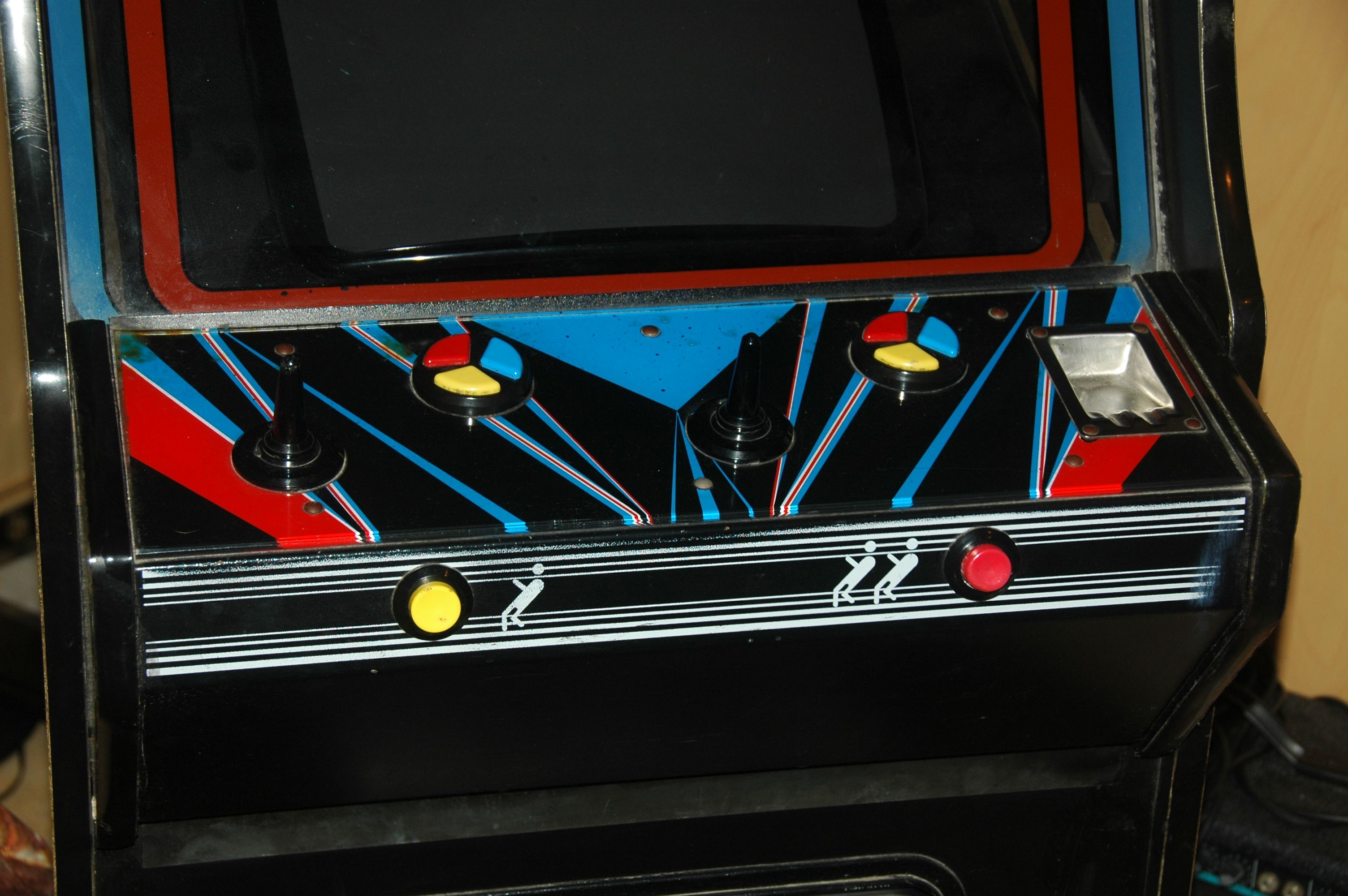
Il control panel di un mobile da bar
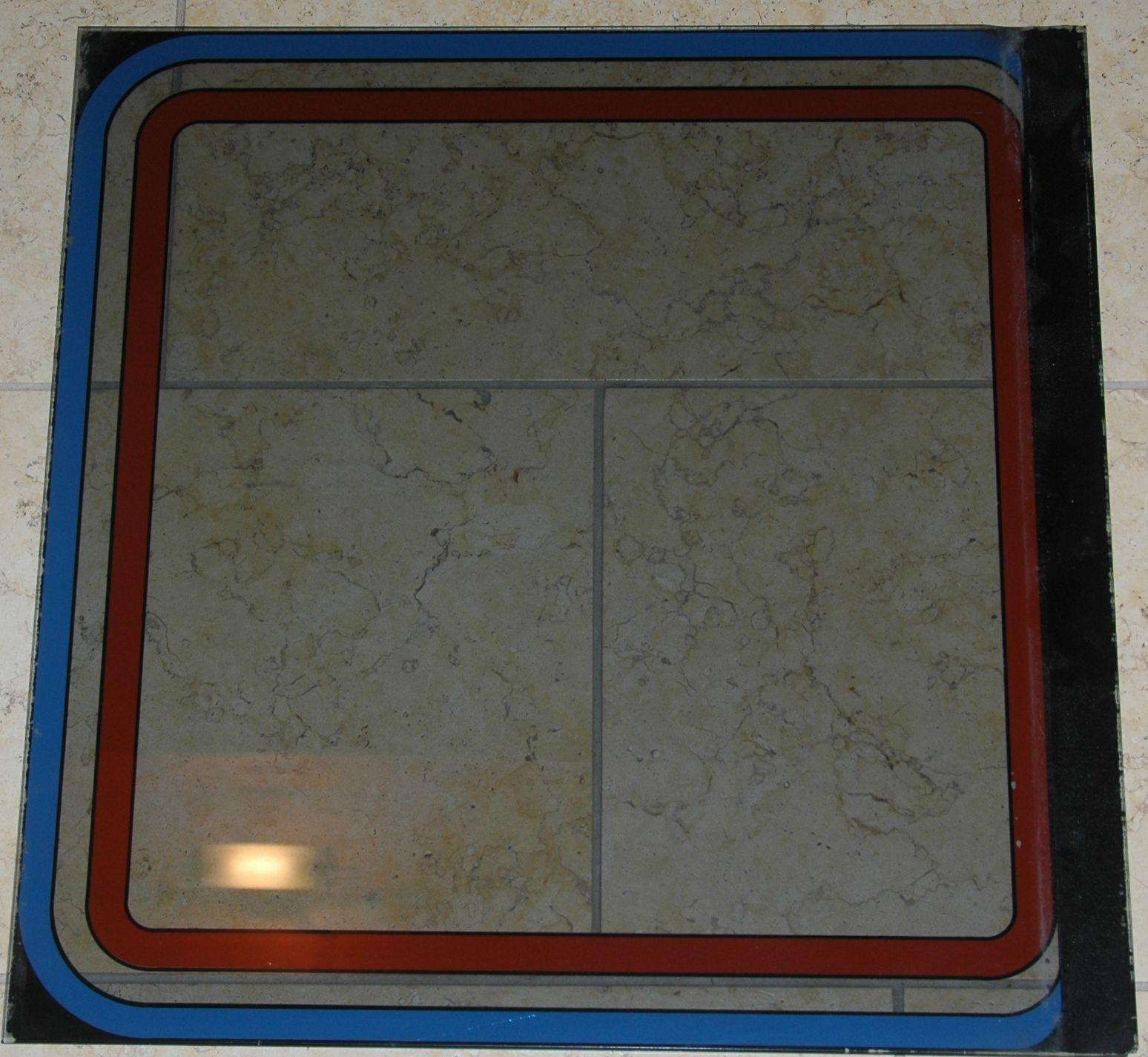
Il bezel di un mobile da bar
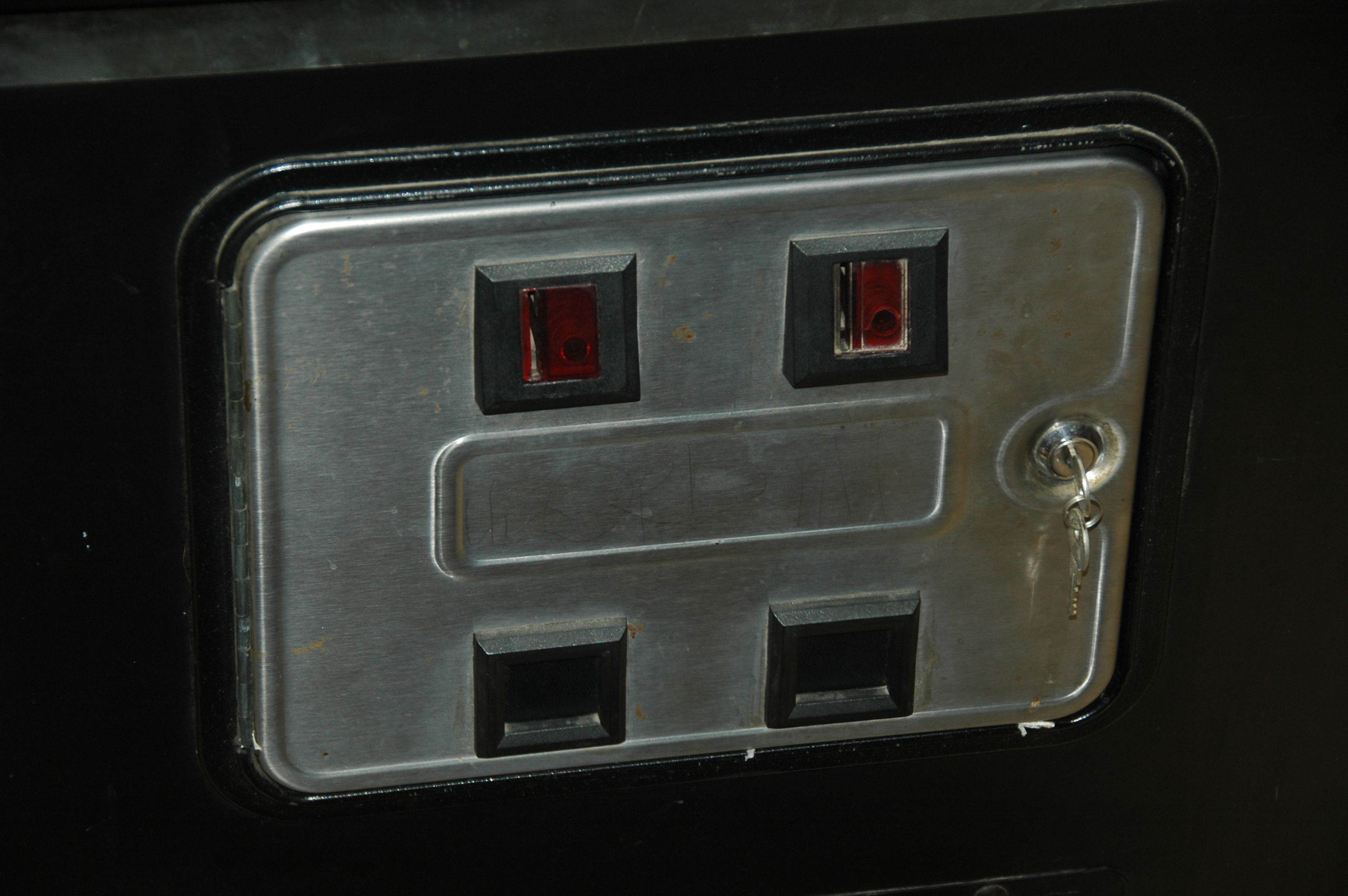
La gettoniera di un mobile da bar
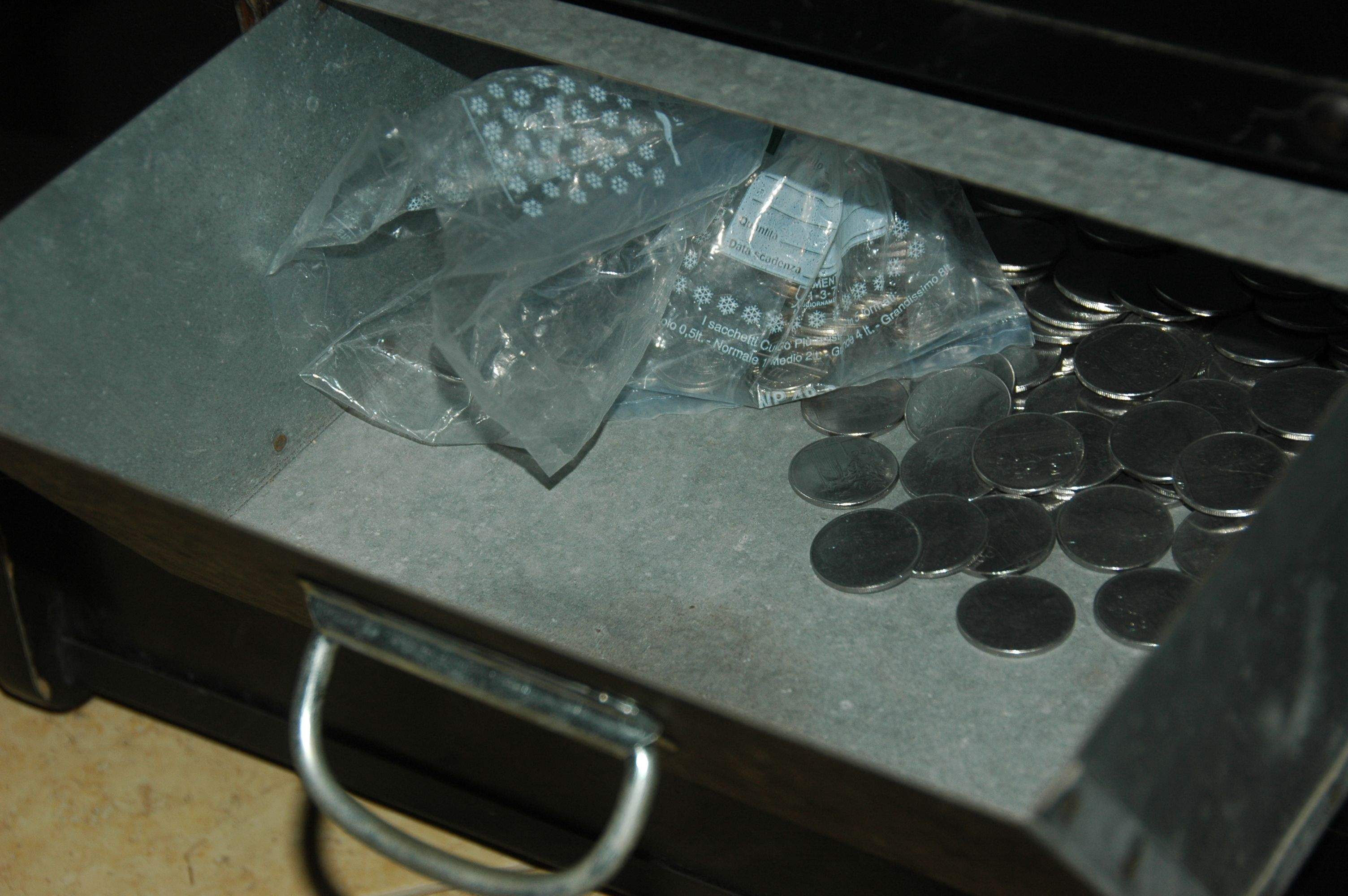
I gettoni finiscono in un vassoio metallico chiuso mediante chiave o lucchetto

### Laterale
Sui lati del mobile possono esserci dei disegni, realizzati spesso su vinile. Questi, nel caso di mobili dedicati, ritraggono il titolo e delle immagini relative al gioco ospitato.
Detti disegni, in termini tecnici, vengono chiamati side art.

### Interna

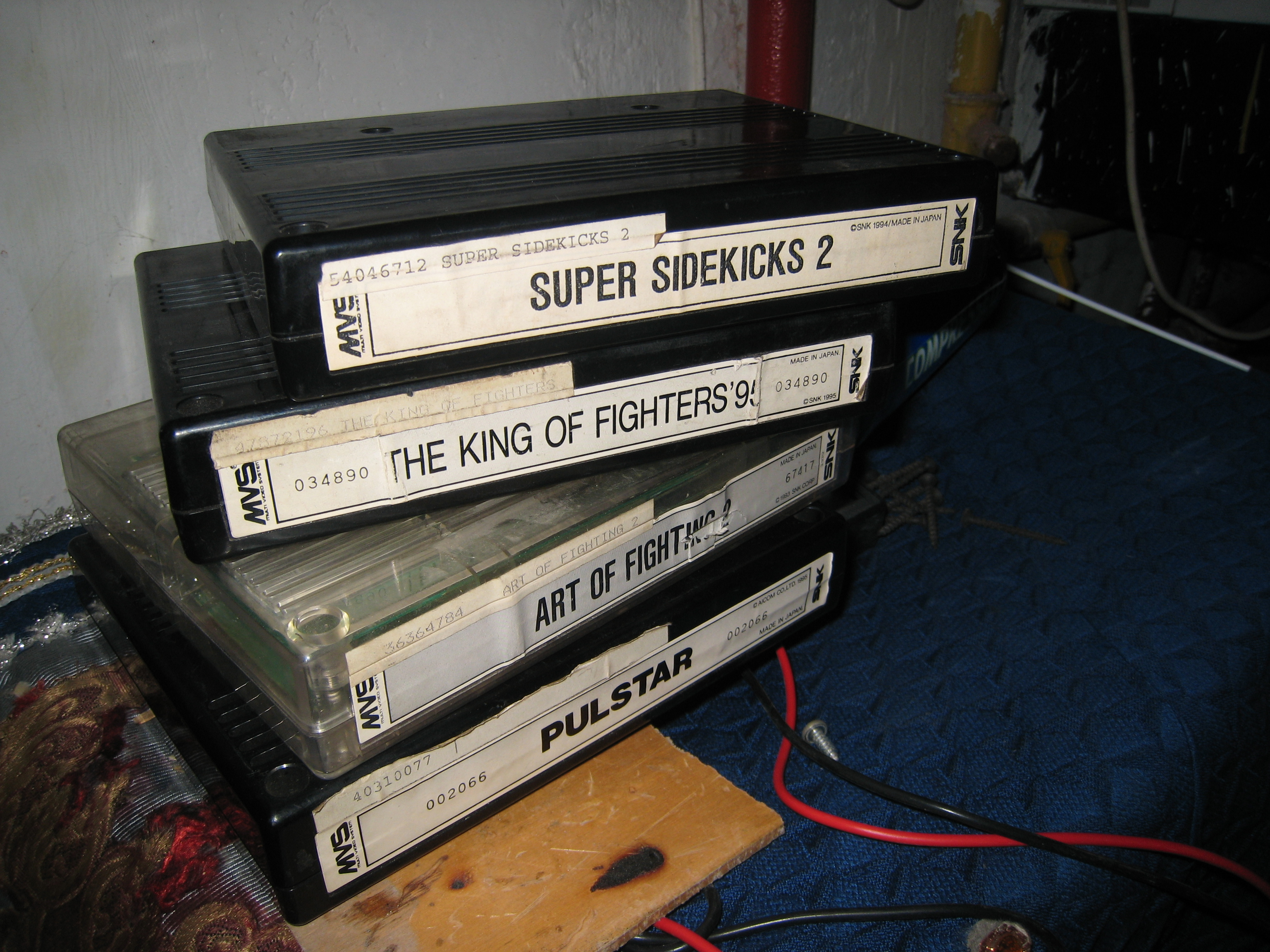
Cartuccioni di videogiochi per cabinati: dall'alto verso basso; Super Sidekicks 2, The King of Fighters '95, Art of Fighting 2 e Pulstar.

All'interno di un mobile da bar si trovano tutte le componenti elettriche ed elettroniche del gioco stesso. 
Le schede logiche solitamente vengono installate così:
- all'interno di un contenitore metallico a sua volta agganciato mediante viti;
- su una morsa di plastica (Vedere foto);
- alcuni set di schede hanno i propri agganci di plastica integrati nel supporto.

Tutti i cavi destinati alle schede del gioco convogliano su un unico connettore che si installa sul pettine della scheda.
Sopra di tutto vi è il monitor, collegato alla scheda del gioco e al suo alimentatore, il quale eroga due tensioni: 220 V e 110 V, ambedue necessari per il suo funzionamento.
Vi è pure un alimentatore per le schede stesse, le cui specifiche sono molto simili a quelle degli alimentatori di tipo AT usati nei PC.
All'interno della gettoniera la moneta, cadendo, esercita una pressione su una levetta la quale abbassandosi chiude un circuito, quindi è a tutti gli effetti un tasto vero e proprio.

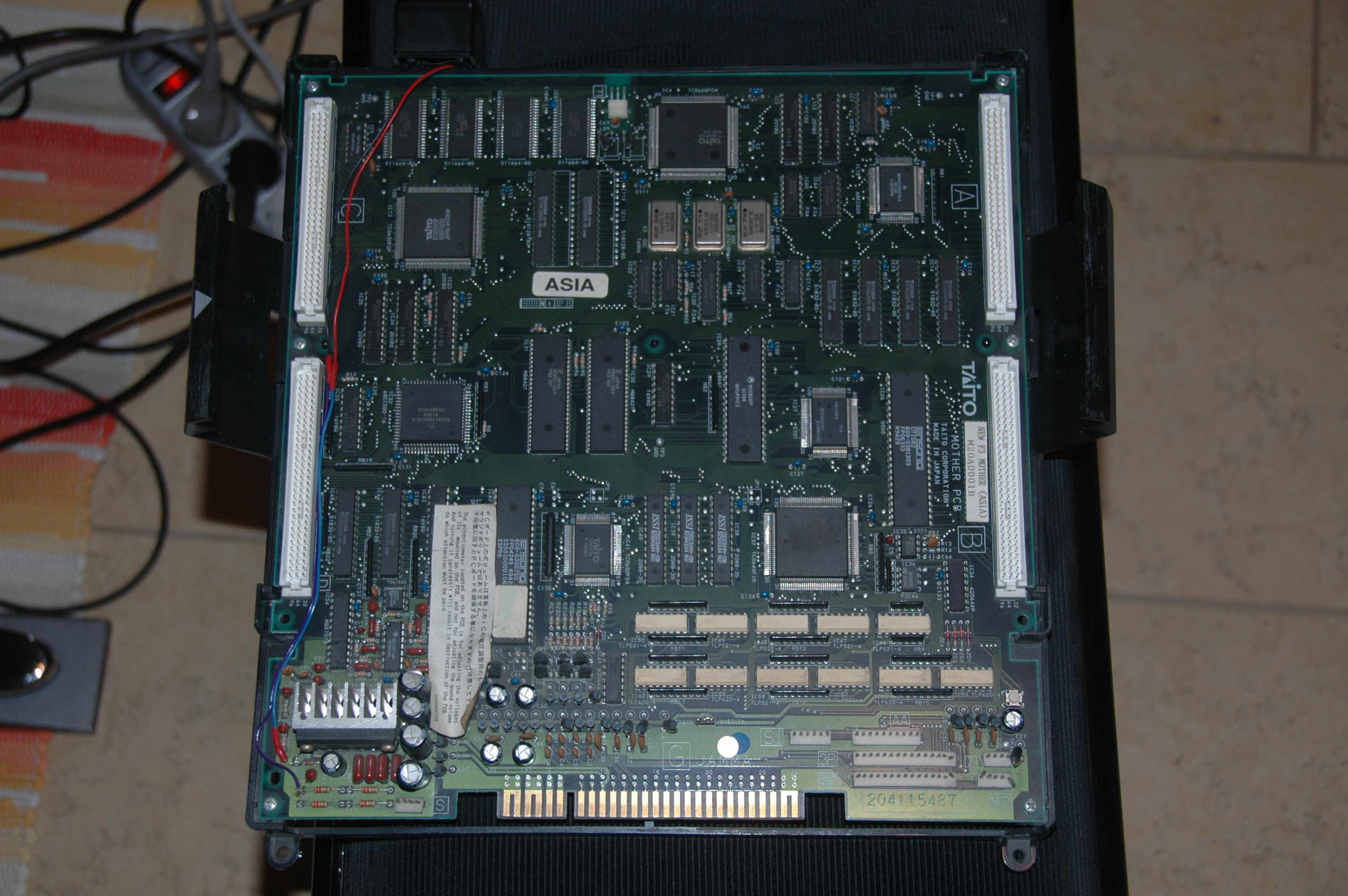
Un primo piano del Taito F3, console da gioco arcade che funziona a cartucce. In questo caso la cartuccia è disinstallata, ma si possono vedere i ganci di fissaggio per il mobile arcade i quali sono integrati nella base di plastica nera.
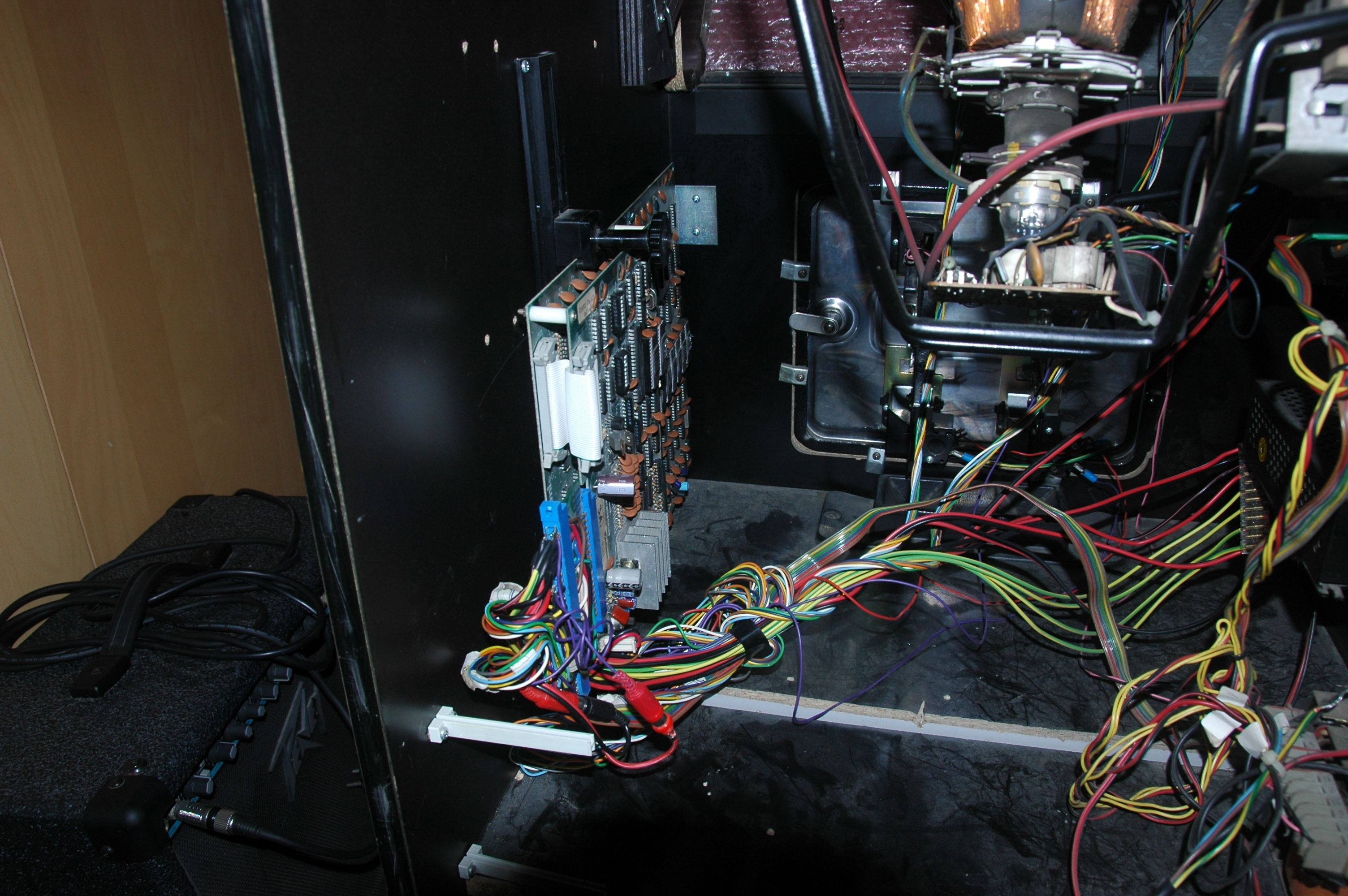
Una scheda installata su una morsa di fissaggio
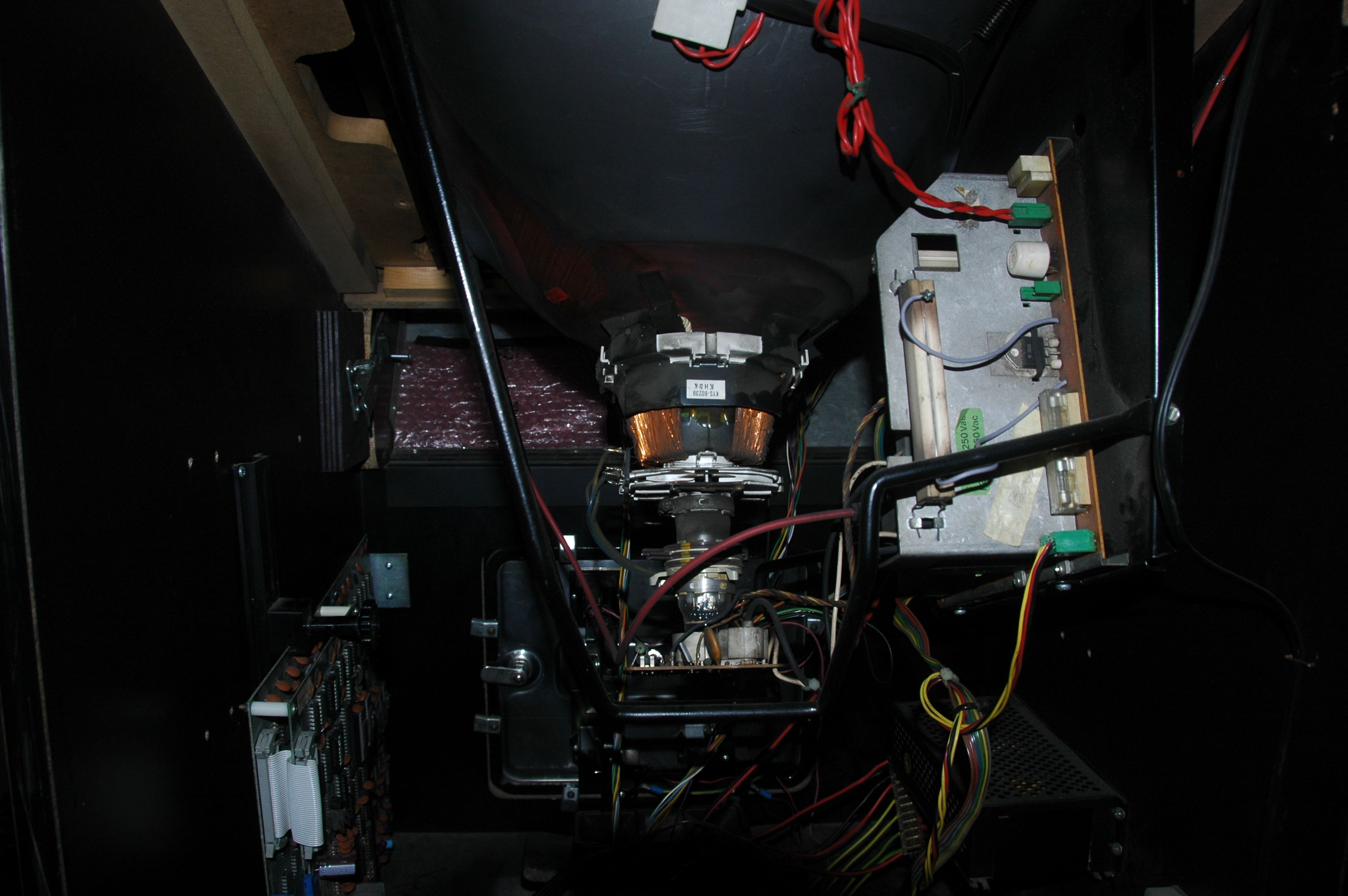
Un monitor da 24" installato in posizione verticale
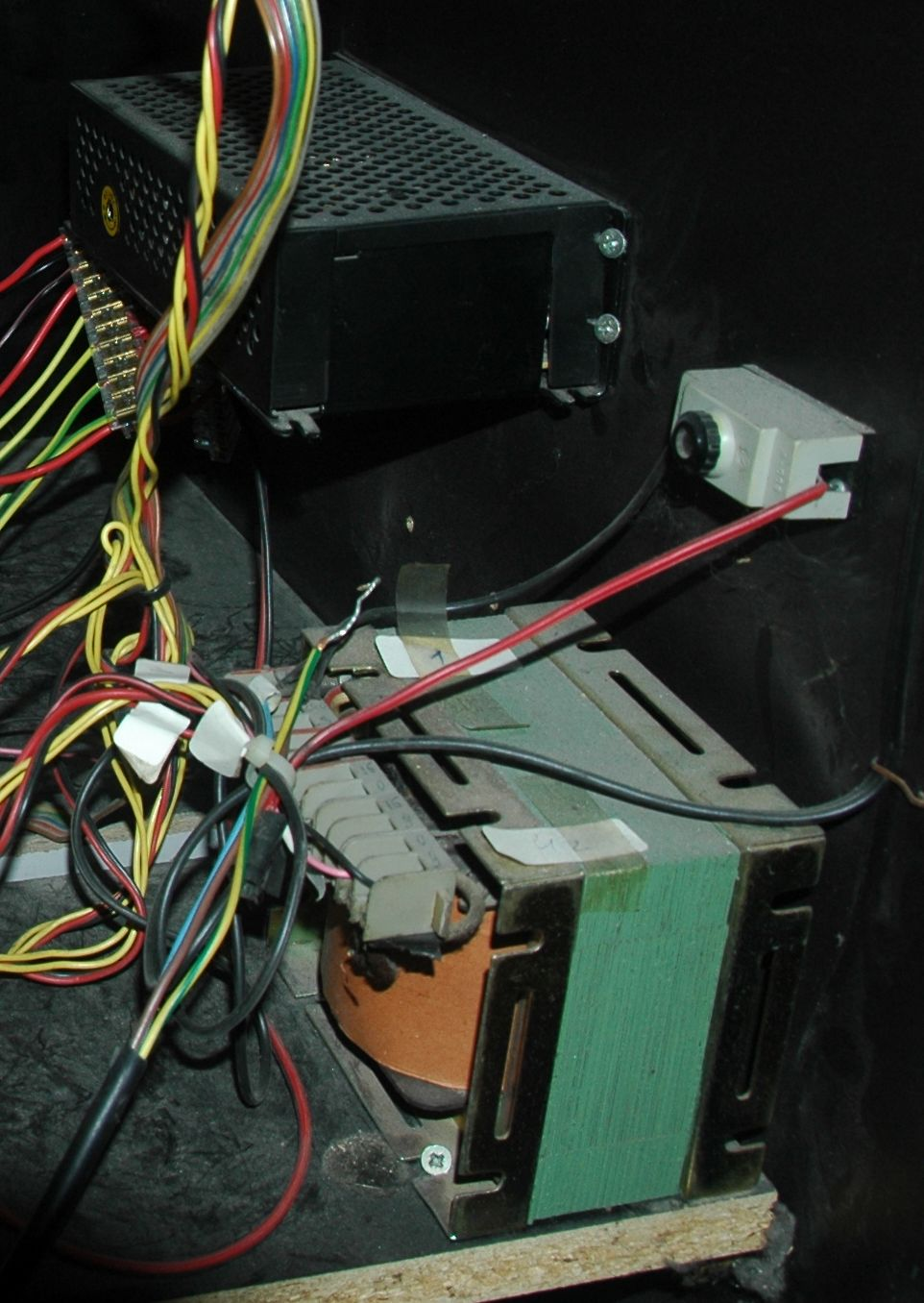
Gli alimentatori all'interno del mobile da bar
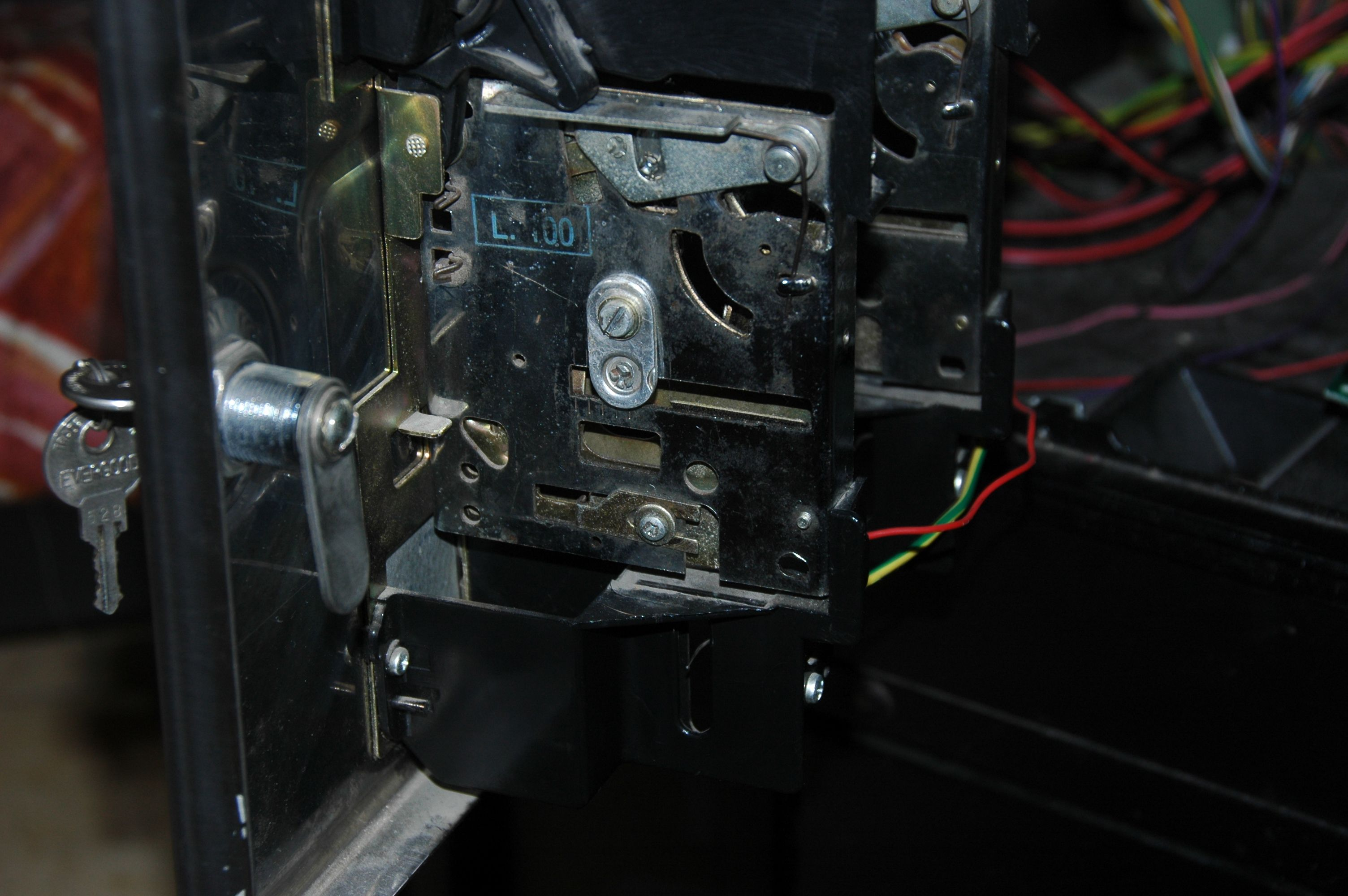
L'interno della gettoniera

## IlMAMECAB
Con il termine MAMECAB si intende un cabinato con rimossa l'elettronica originale e installato un personal computer con sopra configurato l'emulatore MAME. Tale PC è interfacciato al monitor e ai comandi originali del cabinet e monta un particolare software (detto frontend) che permette di scegliere tra più giochi installati sull'HD. In questo modo è possibile utilizzare un unico cabinato per giocare con più giochi diversi.